# Alrischa
Alrischa (arabisch الرِشا ar-Rischā ‚das Seil‘), auch bekannt als α Piscium (Alpha Piscium), ist ein Doppelstern im Sternbild Fische. Der Hauptstern hat eine Helligkeit von +4,33 mag und besitzt den Spektraltyp A0pSiSr, während der Begleiter eine Helligkeit von +5,23 mag hat und der Spektralklasse A3m angehört. Seine Entfernung beträgt etwa 150 Lichtjahre.